# Параметрическое представление
Параметрическое представление — используемая в математическом анализе разновидность представления переменных, когда их зависимость выражается через дополнительную величину — параметр.

## Параметрическое представление функции
Предположим, что функциональная зависимость {\displaystyle y} от {\displaystyle x} задана не непосредственно как {\displaystyle y=f(x),} а через промежуточную величину {\displaystyle t.}
Тогда формулы:
{\displaystyle x=\varphi (t);\ }{\displaystyle y=\psi (t)}
задают параметрическое представление функции одной переменной.
Если предположить, что обе эти функции {\displaystyle \varphi } и {\displaystyle \psi } имеют производные и для {\displaystyle \varphi } существует обратная функция {\displaystyle \theta ,} явное представление функции выражается через параметрическое как:
{\displaystyle y=\psi [\theta (x)]=f(x)}
и производная функции {\displaystyle y(x)} может быть вычислена как:
{\displaystyle y'(x)={\frac {dy}{dx}}={\frac {y'_{t}}{x'_{t}}}={\frac {\psi '(t)}{\varphi '(t)}}.}
Параметрическое представление даёт такое важное преимущество, что позволяет изучать неявные функции в тех случаях, когда их приведение к явному виду иначе как через параметры затруднительно или невозможно через элементарные функции.

## Параметрическое представление уравнения
Параметрическое представление для более общего случая: когда переменные связаны уравнением (или системы уравнений, если переменных больше двух).

## Параметрическое уравнение
Близкое понятие — параметрическое уравнение множества точек, когда координаты точек задаются как функции от некоторого набора свободных параметров.
Если параметр один, мы получим параметрическое уравнение кривой.
{\displaystyle x=x(t);y=y(t)} (кривая на плоскости),
{\displaystyle x=x(t);y=y(t);z=z(t)} (кривая в 3-мерном пространстве),
Выражая координаты точек поверхности через два свободных параметра, мы получим параметрическое задание поверхности.

### Примеры
Уравнение окружности имеет вид:
{\displaystyle x^{2}+y^{2}=r^{2}.}
Параметрическое уравнение окружности:
{\displaystyle x=r~\cos ~t~;} {\displaystyle y=r~\sin ~t~;~~0\leq t<2\pi }
Гипербола описывается следующим уравнением:
{\displaystyle {\frac {x^{2}}{a^{2}}}-{\frac {y^{2}}{b^{2}}}=1.}
Параметрическое уравнение правой ветви гиперболы :
{\displaystyle x=a~\operatorname {ch} ~t}{\displaystyle ;~y=b~\operatorname {sh} ~t~;~~-\infty <t<+\infty }